# Omar McLeod
Omar McLeod, född 25 april 1994, är en jamaicansk friidrottare.
McLeod blev olympisk guldmedaljör på 110 meter häck vid sommarspelen 2016 i Rio de Janeiro.